# Polypedilum luteum
Polypedilum luteum är en tvåvingeart som beskrevs av William Forsyth 1971. Polypedilum luteum ingår i släktet Polypedilum och familjen fjädermyggor. Inga underarter finns listade i Catalogue of Life.